# Slađan Ćosić
Slađan Ćosić (ur. w 1973 w Tesliciu) – bośniacko-chorwacki duchowny katolicki, dyplomata watykański, chargés d’affaires w Tajpej w latach 2016–2019.

## Życiorys
W 1998 otrzymał święcenia kapłańskie i został inkardynowany do archidiecezji Vrhbosna. W 2002 rozpoczął przygotowanie do służby dyplomatycznej na Papieskiej Akademii Kościelnej. W 2004 rozpoczął służbę w dyplomacji watykańskiej pracując kolejno jako sekretarz nuncjatur: w Zambii (2004-2007), Brazylii (2007-2010) i przy Radzie Europy (2010-2013). Następnie w latach 2013–2015 był radcą nuncjatur w Czadzie i Republice Środkowoafrykańskiej.
19 marca 2016 został mianowany przez Franciszka chargés d’affaires w Tajpej kierującym nuncjaturą apostolską w Chinach.